# Dramnjak
Dramjak en albanais et Dramnjak en serbe latin (en serbe cyrillique : Драмњак) est une localité du Kosovo située dans la commune/municipalité de Ferizaj/Uroševac, district de Ferizaj/Uroševac (Kosovo) ou district de Kosovo (Serbie). Selon le recensement kosovar de 2011, elle compte 1 235 habitants.

## Démographie

### Évolution historique de la population dans la localité
| 1948 | 1953 | 1961 | 1971 | 1981 | 1991  | 2011  |
| ---- | ---- | ---- | ---- | ---- | ----- | ----- |
| 457  | 518  | 612  | 736  | 936  | 1 168 | 1 235 |

|  |

### Répartition de la population par nationalités (2011)
En 2011, les Albanais représentaient 99,84 % de la population.